# Scaled Composites
Scaled Composites frecuentemente abreviado Scaled es una compañía aeroespacial propiedad de Northrop Grumman desde 2007 que fue fundada en 1982 en Mojave, California por el famoso diseñador de aviones Burt Rutan y anteriormente llamada Rutan Aircraft Factory. La compañía fue fundada para desarrollar aviones experimentales, pero en la actualidad se centra en el diseño y desarrollo de aviones conceptuales y procesos de fabricación de prototipos para aviones y otros vehículos. Es conocida por diseños interesantes y por su uso de materiales compuestos no metálicos.
El 1 de abril de 2004, el Departamento de Transportes de EE. UU. autorizó a la empresa que indicó como la primera a nivel mundial que tenía una licencia para un vuelo tripulado suborbital. La licencia fue aprobada por la Oficina de Transporte Espacial Comercial de la Administración Federal de Aviación, que había apoyado licencias para más de 150 lanzamientos comerciales de vehículos no-tripulados durante sus 20 años de existencia, pero nunca una licencia para un vuelo tripulado en una trayectoria suborbital. El Aeropuerto Mojave, que opera a tiempo parcial como Espaciopuerto Mojave, fue punto de lanzamiento del SpaceShipOne. El SpaceShipOne llevó a cabo el primer vuelo espacial suborbital tripulado de iniciativa privada el 21 de junio de 2004.

## Proyectos aeronáuticos

### Como Rutan Aircraft Factory
- Model 27 VariViggen (1972)
- Model 31 VariEze (1975)
- Model 32 VariViggen SP (1973)
- Model 33 VariEze (1976)
- Model 35 AD-1 (1979)
- Model 40/74 Defiant (1978)
- Model 54 Quickie (1978)
- Model 61 Long-EZ (1979)
- Model 68 AMSOIL Racer (1981)

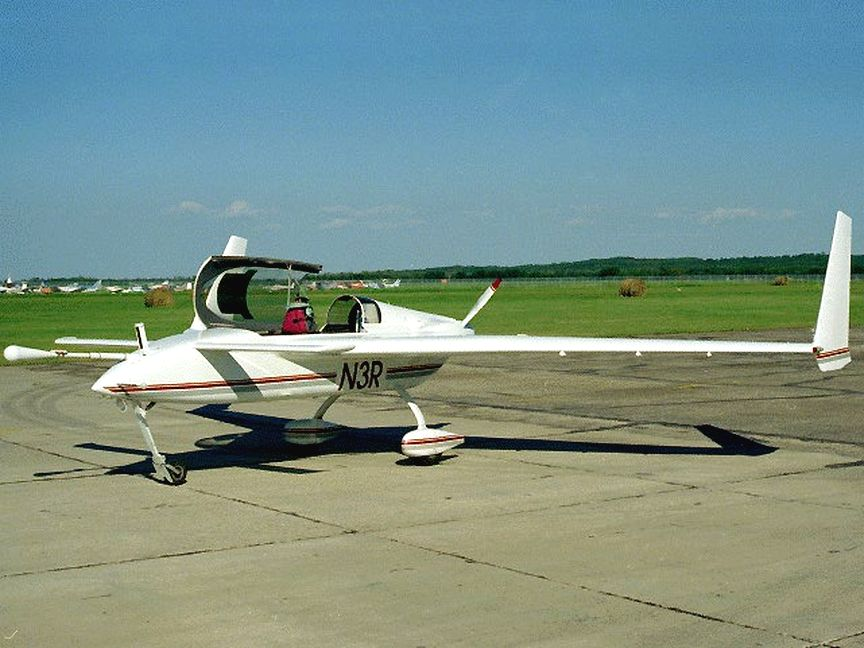
Rutan Model 61 Long-EZ

- Model 73 NGT: Modelo a escala 3/5 del Fairchild T-46(1981)
- Model 76 Voyager: Primera aeronave en circunnavegar la Tierra sin paradas (1986)
- Model 77 Solitaire (1982)

### Scaled Composites
- Model 115 Starship (1982)
- Model 133 ATTT (1987)
- Model 143 Triumph (1988)
- Model TRA324 Scarab (1988)
- Model 151 ARES (1990)
- Model 158 Pond Racer (1990)
- Bell Eagle Eye (1993)
- Model 247 Vantage (1996)
- Model 271 V-Jet II (1997)
- Model 276 NASA X-38 (1998)
- Model 281 Proteus (1998)
- Roton ATV (1999)

Model 76 Voyager

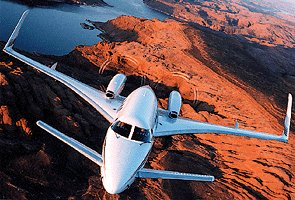
Beechcraft 2000 Starship

- Model 309 Adam M-309: Prototipo del Adam A500 (2000)
- Model 326 Northrop Grumman X-47A (2001)
- Model 302 Toyota TAA-1 (2002)
- Tier One (2003)
  - Model 316 SpaceShipOne
  - Model 318 White Knight
- Model 311 Virgin Atlantic GlobalFlyer: Same mission as Voyager, except a solo flight using a jet engine (2004)
- Tier 1b (2008)
  - Model 339 SpaceShipTwo[1]
  - Model 348 WhiteKnightTwo[1]
- Model 367 BiPod (2011)